# أوبود
أوبود (بالإندونيسية: Ubud) هي مدينة تقع في جزيرة بالي الإندونيسية في مقاطعة أوبود التي تنتشر فيها حقول الأرز والأودية المُنحدرة. تشتهر المدينة بمعالمها التراثية والثقافية ويُعتبر مركز المدينة من المناطق التي تجذب الكثير من السياح. يبلغ عدد سكان أوبود 74320 نسمة  وهو أقل بكثر من عدد السياح الذين يزرونها سنوياً، حيث يزيدون عن ثلاثة ملايين سائح.

## التاريخ
كانت المدينة في الأصل مهمة كمصدر للأعشاب والنباتات الطبية. حصلت أوبود على اسمها من الكلمة البالينية (أوباد) (الطب).
في أواخر القرن التاسع عشر، أصبحت أوبود مقر الإقطاعيين الذين يدينون بالولاء لملك جيانيار، الذي كان في وقت من الأوقات أقوى ولايات بالي الجنوبية. كان اللوردات أعضاء في طائفة كشاتريا البالية في سوك، وكانوا من المؤيدين البارزين للمشهد الفني الشهير في القرية.
تطورت السياحة في الجزيرة بعد وصول والتر سبيس، وهو ألماني الأصل ولد في روسيا ودرّس الرسم والموسيقى، وانخرط في الرقص.
كان الفنان الأجنبي الآخر هان سنيل جنديًا هولنديًا اكتشف أوبود بعد خدمته العسكرية ببناء استوديو مع زوجته الجديدة سيتي، وقد استحوذت لوحاته على خيال كل من الأجانب والبالية على حد سواء بتوليفه المنشط للثقافتين.
أنطونيو بلانكو فنان أسباني/ أمريكي عاش في أوبود من عام 1952 حتى وفاته عام 1999.
ظهرت موجة جديدة من الطاقة الإبداعية في الستينيات بعد وصول الرسام الهولندي آري سميت ( مواليد 1916) وتطور حركة الفنانين الشباب.
شهد ازدهار السياحة في بالي منذ أواخر الستينيات تطورًا كبيرًا في المدينة؛ ومع ذلك، فإنه لا يزال مركز السعي الفني.
في عام 2002، تسببت التفجيرات الإرهابية في انخفاض السياحة في جميع أنحاء بالي بما في ذلك أوبود. رداً على هذا، تم إنشاء مهرجان للكتب، مهرجان الكُتاب والقُراء في أوبود للمساعدة في إحياء السياحة، شريان الحياة الاقتصادي الرئيسي للجزيرة.

## الشوارع
الشارع الرئيسي هو جالان رايا أوبود (جالان رايا يعني الطريق الرئيسي )، والذي يمتد من الشرق إلى الغرب عبر وسط المدينة. وجنوبًا من جالان رايا أوبود يمتد طريقان طويلان، وهما غابة جالان للقردة وجالان هانومان.

## البنايات
قصر أوبود هو قصر كبير يقع عند تقاطع طرق غابة القرد «مونكي فورست» (بالإنجليزية: Monkey Forest) و رايا أوبود. لا يزال مقر إقامة جوبوركيدا جيدي أجونغ سوكاواتي (1910–1978)، آخر ملوك أوبود الحاكم، مملوكًا للعائلة المالكة.
تقام حفلات الرقص والاحتفالات في ساحة الفناء. كان القصر أيضًا أحد أول فنادق أوبود، حيث فتح أبوابه في ثلاثينيات القرن الماضي.
يوجد عدد من المعابد الهندوسية، مثل معبد قرية أوبود، وهو المعبد الرئيسي، ومعبد تامان ساراسواتي، ومعبد دالم أجونج بادانجتيجال، ومعبد الموت. معبد جونونج كاوي هو موقع المقابر الملكية. يقع غوا جاجاه، المعروف أيضًا باسم كهف الفيل، في واد شديد الانحدار خارج أوبود بالقرب من بلدة بيدولو.
يعتبر قمر بيجينج، بالقرب من بيجينج، أكبر أسطوانة غلاية برونزية أحادية الصب في العالم، ويرجع تاريخها إلى حوالي 300 قبل الميلاد. إنها وجهة شهيرة للسياح المهتمين بالثقافة المحلية.

## النقل
مثل المدن الأخرى المشهورة بالسياح في بالي، لا يُسمح بطلب سيارة أجرة أو خدمة مشاركة الركوب للتنقل داخل أوبود. بدلاً من ذلك، يجب التفاوض على سيارة أجرة وسعر مع عضو في تعاونية سيارات الأجرة المحلية. يضمن هذا النظام الحمائي أن يكون السائق من المنطقة المحلية، ويحافظ أيضًا على تضخم الأسعار حتى 10 أضعاف الأسعار المتاحة في أي مكان آخر.

## الاقتصاد
يعتمد اقتصاد أوبود بشكل كبير على السياحة التي تركز على التسوق والمنتجعات والمتاحف واليوغا وحدائق الحيوان. هناك تركيز قوي على الاقتصاد المستدام فيما يتعلق بصناعة التجزئة في أوبود، حيث تفضل العديد من العلامات التجارية التي نمت في بالي المواد والمكونات التي لا تسبب الكثير من النفايات على البيئة. من وسائل الراحة المنزلية والمعيشة إلى ماركات الملابس الاستوائية، تتمتع أوبود بمجموعة فريدة من اختيارات البيع بالتجزئة التي أثبتت أنها جذابة للسياح من جميع أنحاء العالم.
أحد المبادرات التي عززت أوبود كوجهة سياحية شهيرة أخرى في السنوات الأخيرة هو مهرجان الطعام في أوبود (يو إف إف). يحدث هذا المهرجان في أقل من أسبوع في أبريل من كل عام، ويجمع زملائه من المطاعم في أوبود معًا لإنشاء قوائم خاصة أو عروض ترويجية معينة قد لا تكون متاحة في الأشهر الأخرى.
على عكس المنطقة السياحية في جنوب بالي، فإن منطقة أوبود أقل كثافة سكانية من قبل السكان المحليين. ومع ذلك، فإن عدد السياح يفوق عدد السكان المحليين بكثير، حيث شهدت منطقة جيانيار وصول 3,842,663 سائحًا في عام 2017 - 1.3 مليون زائر لوحدهم في غابة أوبود للقرود.

## الثقافة
المدينة والمنطقة لديها عدد من المتاحف الفنية، مثل متحف بلانكو النهضة، و متحف بوري لوكيسان، ومتحف نيكا الفن، و متحف أجونج راي للفنون. يقع متحف رودانا في بيلياتان. وتكثر المعارض الفنية التي تروّج للحرف اليدوية المحلية والخارجية في أوبود.
غالبًا ما يقيم البعض معارض تركز على تحفيز الحوار بين الفنانين المحليين والدوليين، وبدرجة أقل حول بيع الأعمال الفنية. أحد الأمثلة الأساسية هو (BIASA ArtSpace)، الذي أسسته المتحمسة للفن ومصممة الأزياء سوزانا بيريني.
و تك توك هي الرقصة البالية التقليدي الني ترافق الصوت الموسيقي من الفم «تك توك» تماما مع مجموعات مختلفة من حركة الجسم وغيرها من الأصوات. القصة التي رواها دروبادي باروا في رقصة تك توك تروي رسالة أخلاقية، عندما تتعرض المرأة التي تجسد قيم الصبر والتضحية والرحمة والإخلاص والإخلاص للاحترام، فإن الكوارث والمصائب ستقع في المملكة أو الدولة. تنقل هذه القصة أيضًا رسالة مفادها أن الحق والفضيلة والإخلاص والرحمة الحقيقية سيحميها الله دائمًا. يقام عرض رقص تيك توك بانتظام في مركز بالي الثقافي (بي سي سي) في أوبود أربع مرات في الأسبوع. يقام مهرجان أوبود للكُتاب القُراء (يو دبليو أر إف) كل عام، ويشارك فيه الكتاب والقراء من جميع أنحاء العالم.
يتم أداء العديد من الرقصات البالية حول أوبود بما في ذلك ليجونج من قبل فرقة بيلياتان للرقص، وهي أول فرقة تسافر إلى الخارج.

## الطبيعة
من المعالم الطبيعية المشهورة في المدينة غابة القرود (بالإندونيسية: Mandala Suci Wenara Wana) والتي تحوي في مركزها على معبدٍ هندوسي. يقطن الغابة طِبقا لإحصائية 2017 ما يقارب 750 قرد من نوع مكاك طويل الذيل. في عام 2016، تعرض أحد السياح الأستراليين لعضة من قرد تسببت بإصابته بداء الكلب والتهاب في الكبد.
من المعالم الأخرى التي يقصدها السياح والمحليون هو شلال تيغينونغان (بالإنجليزية: Tegunungan Waterfall).

## معرض الصور

قرود في غابة القرود في أوبود
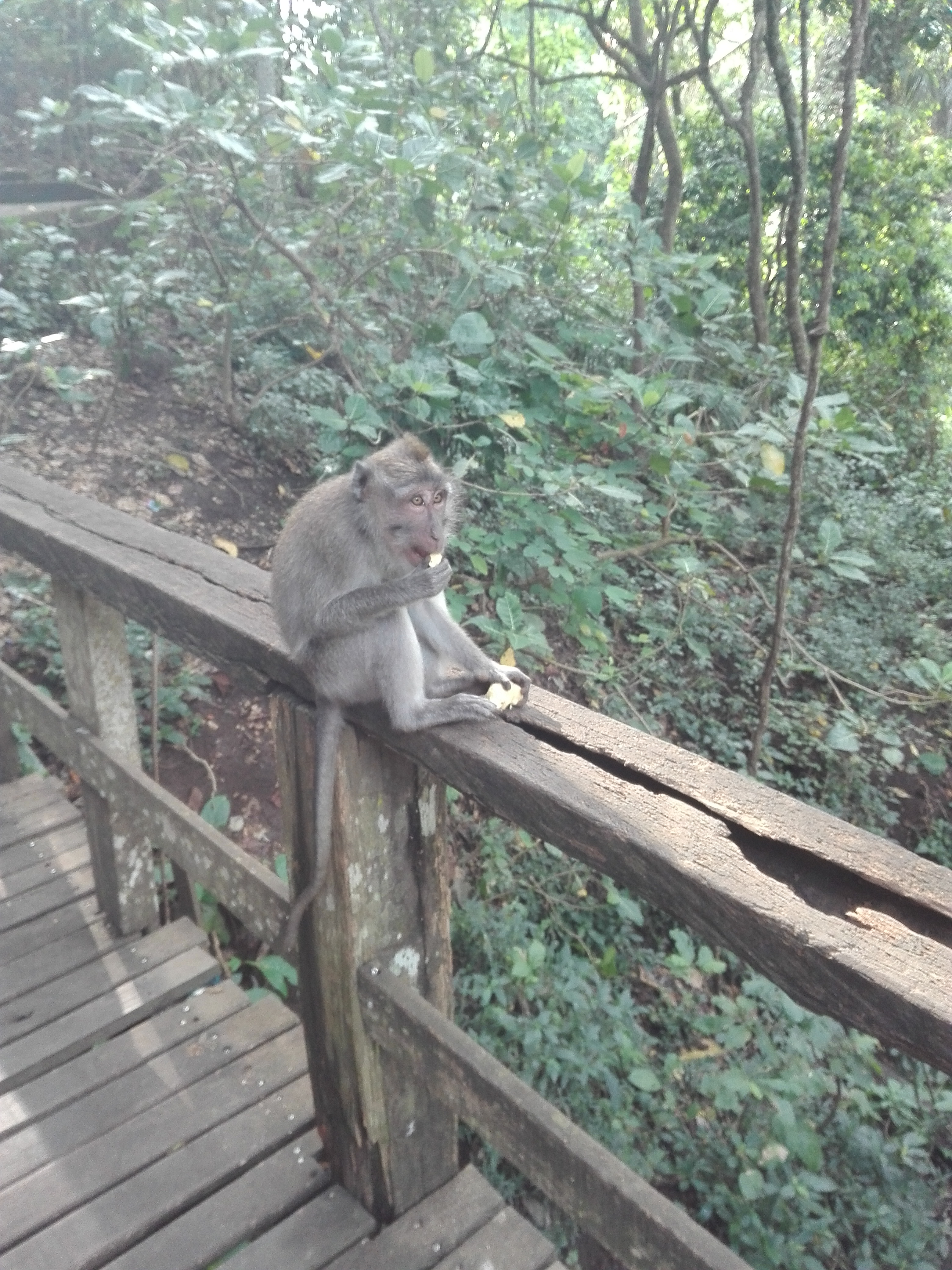
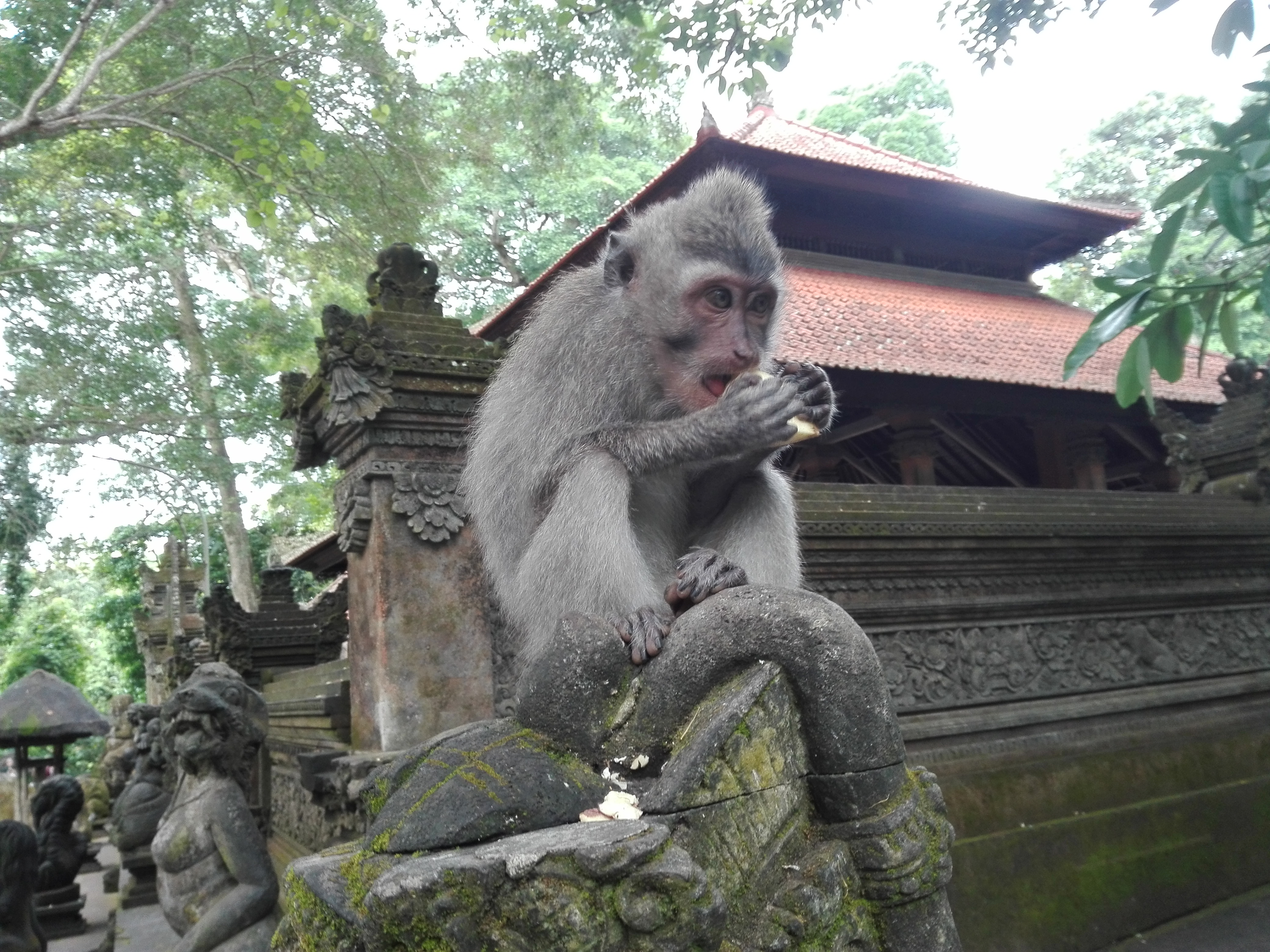
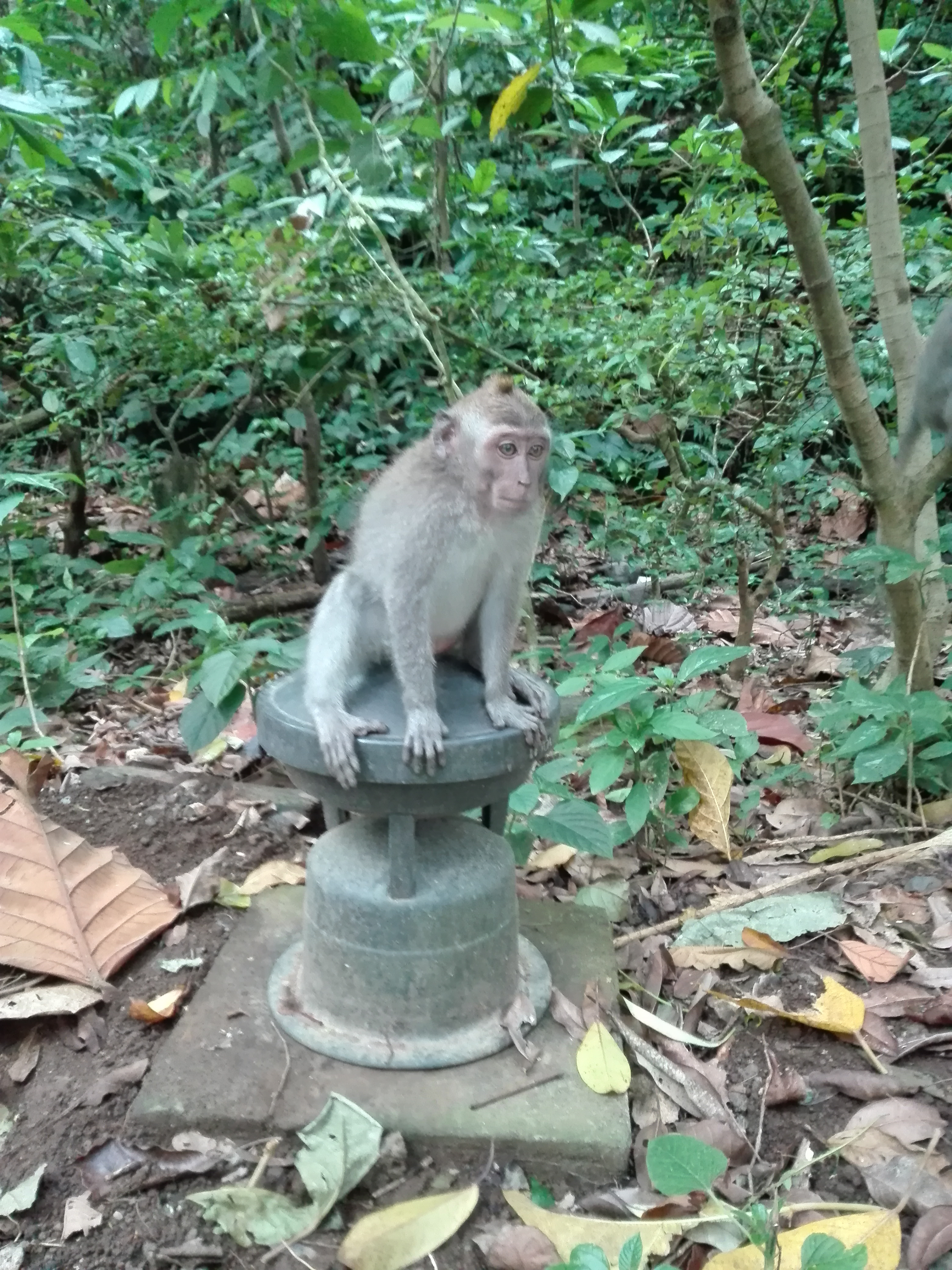

## روابط خارجية
- الطقس في أوبود